# 彦坂眞一郎
彦坂 眞一郎（ひこさか しんいちろう）は、日本のサクソフォーン奏者。

## 来歴
香川県生まれ。62歳。その後千葉に移住。1982年東京芸術大学入学。85年安宅賞受賞。1986年東京芸術大学を首席（管・打楽器において）卒業。
1988年CBSソニー、ザ・ニュー・アーティスト・オーディション'88においてFM東京賞およびクリスティーン・リード賞を受賞。
1989年東京芸術大学大学院修了。1999年6月には東京オペラシティ文化財団主催の「B→C（ビー・トゥー・シー）」に出演。
サクソフォーンを忠地美幸、中村均一、前沢文敬、大室勇一に師事。
上野学園大学の特認准教授、桐朋芸術短期大学の講師を務める。
トルヴェール・クヮルテットで、アルトサクソフォーンを担当している。発売したCDも多くあり、ソロアルバムは『バラード”即興への軌跡…！”/BALLADE』『ケクランのエチュード  KOECHLIN, C.: 15 Etudes / IBERT, J.: Aria / Histoires』『DANCE』『VERS DEMAIN- 明日のほうへ 』等がある。
またトルヴェール・クヮルテットのテナーサクソフォーン奏者の新井靖志との『6つのカプリス~2本のサクソフォンのための作品集』、サクソフォーン奏者の本多俊之と『SMILE!』など、活動も多岐にわたる。サクソフォーンのための作品を委嘱しており、作曲家の長生淳作曲『He Calls...!』がある。
「裏サックス」「火星接近」「風の旅吹奏楽団」等のメンバーとしても活動している。NHK交響楽団などでも演奏をしている。
トルヴェール・クヮルテットの須川展也、新井靖志、田中靖人はいずれも彦坂と同じ大室勇一の門下である。